# 269245 Catastini
269245 Catastini este un asteroid din centura principală de asteroizi.

## Descriere
269245 Catastini este un asteroid din centura principală de asteroizi. A fost descoperit pe 27 august 2008 la observatorul astronomic din Andrușivka. Asteroidul prezintă o orbită caracterizată de o semiaxă mare de 3,05 ua, o excentricitate de 0,17 și o înclinație de 18,9° în raport cu ecliptica.